# The 59th Street Bridge Song (Feelin' Groovy)
«The 59th Street Bridge Song (Feling' Groovy)» es un sencillo del dúo musical Simon and Garfunkel publicado en 1966 dentro del álbum Parsley, Sage, Rosemary and Thyme. El origen del nombre viene del apelativo coloquial con el que se conoce al puente de Queensboro de Nueva York (conocido como 59th Street Bridge). La pieza fue conocida por su primer verso: «Slow down, you move too fast»" (‘Más despacio, vas muy deprisa’).
La versión de estudio incluye la participación de los miembros del cuarteto de Dave Brubeck: Joe Morello (batería) y Eugene Wright (bajo).
En el Festival Pop de Monterrey de 1967 apareció un archivo de video en el que aparecieron los cantantes la película Monterey Pop.
Simon apareció acreditado como compositor de la letra del tema principal del programa infantil H.R. Pufnstuf después de que este demandara al grupo The Kroffts por derechos de autor al alegar que estos habían plagiado su obra.

## The Moog Machine
El grupo The Moog Machine realizó una versión de la canción con el sintetizador Moog para el álbum Switched-On Rock. Este tema fue usado una década después para los entremeses del Doctor Chapatin del comediante mexicano Roberto Gómez Bolaños más conocido como Chespirito.